# Germania Ovest ai Giochi della XIX Olimpiade
La Germania Ovest partecipò ai Giochi della XIX Olimpiade che si sono svolti a Città del Messico dal 12 al 27 ottobre 1968, con una delegazione di 275 atleti impegnati in 17 discipline per un totale di 154 competizioni. Portabandiera fu il lottatore Wilfried Dietrich, già medaglia d'oro a Roma 1960, alla sua quarta Olimpiade. Per la prima volta la Repubblica Federale Tedesca presentò una propria delegazione ai Giochi Olimpici: in precedenza le due Germanie avevano infatti gareggiato insieme come Squadra Unificata Tedesca. Il bottino fu di cinque medaglie d'oro, undici d'argento e dieci di bronzo, che valsero l'ottavo posto nel medagliere complessivo.

## Medagliere

### Per discipline
| Sport            | Oro | Argento | Bronzo | Totale |
| ---------------- | --- | ------- | ------ | ------ |
| Atletica leggera | 1   | 4       | 3      | 8      |
| Canoa/kayak      | 1   | 2       | 0      | 3      |
| Equitazione      | 1   | 1       | 2      | 4      |
| Tiro             | 1   | 1       | 1      | 3      |
| Canottaggio      | 1   | 1       | 0      | 2      |
| Ciclismo         | 0   | 1       | 0      | 1      |
| Vela             | 0   | 1       | 0      | 1      |
| Nuoto            | 0   | 0       | 2      | 2      |
| Lotta libera     | 0   | 0       | 1      | 1      |
| Pugilato         | 0   | 0       | 1      | 1      |
| Totale           | 5   | 11      | 10     | 26     |

### Medaglie
| Medaglia | Atleta | Sport            | Evento                                |
| -------- | --- | ---------------- | ------------------------------------- |
| Oro      | Ingrid Becker | Atletica leggera | Pentathlon                            |
| Oro      | Roswitha Esser Annemarie Zimmermann | Canoa/kayak      | K2 500 metri femminile                |
| Oro      | Horst Meyer Dirk Schreyer Rüdiger Henning Wolfgang Hottenrott Lutz Ulbricht Egbert Hirschfelder Jörg Siebert Niko Ott Tim. Gunther Tiersch | Canottaggio      | Otto maschile                         |
| Oro      | Josef Neckermann Reiner Klimke Liselott Linsenhoff                                                                                         | Equitazione      | Dressage a squadre                    |
| Oro      | Bernd Klingner | Tiro             | Carabina 50 metri tre posizioni       |
| Argento  | Gerhard Hennige | Atletica leggera | 400 metri ostacoli                    |
| Argento  | Claus Schiprowski | Atletica leggera | Salto con l'asta                      |
| Argento  | Hans-Joachim Walde | Atletica leggera | Decathlon                             |
| Argento  | Liesel Westermann | Atletica leggera | Lancio del disco femminile            |
| Argento  | Detlef Lewe | Canoa/kayak      | C1 1000 metri maschile                |
| Argento  | Renate Breuer | Canoa/kayak      | K1 500 metri femminile                |
| Argento  | Jochen Meißner | Canottaggio      | Singolo maschile                      |
| Argento  | Udo Hempel, Karl Link Karl Heinz Henrichs, Jürgen Kissner                                                                                  | Ciclismo         | Inseguimento a squadre                |
| Argento  | Josef Neckermann | Equitazione      | Dressage individuale                  |
| Argento  | Heinz Mertel | Tiro             | Pistola 50 metri                      |
| Argento  | Ulli Libor Peter Naumann | Vela             | Flying Dutchman                       |
| Bronzo   | Bodo Tümmler | Atletica leggera | 1500 metri piani                      |
| Bronzo   | Helmar Müller Gerhard Hennige Manfred Kinder Martin Jellinghaus                                                                            | Atletica leggera | Staffetta 4×400 metri                 |
| Bronzo   | Kurt Bendlin | Atletica leggera | Decathlon                             |
| Bronzo   | Reiner Klimke | Equitazione      | Dressage individuale                  |
| Bronzo   | Hermann Schridde Alwin Schockemöhle Hans Günter Winkler                                                                                    | Equitazione      | Salto ostacoli a squadre              |
| Bronzo   | Wilfried Dietrich | Lotta libera     | Pesi massimi                          |
| Bronzo   | Michael Holthaus | Nuoto            | 400 metri misti maschili              |
| Bronzo   | Angelika Kraus Uta Frommater Heike Hustede-Nagel Heidi Reineck                                                                             | Nuoto            | Staffetta 4x100 metri misti femminile |
| Bronzo   | Günther Meier | Pugilato         | Pesi superwelter                      |
| Bronzo   | Konrad Wirnhier | Tiro             | Skeet                                 |

## Risultati

### Pallanuoto
| Atleta | Classifica |                           |
| --- | --- | ------------------------- |
| V · D · M Nazionale maschile tedesca occidentale di pallanuoto · Giochi olimpici - Città del Messico 1968 Hoffmeister • Haverkamp • Teicher • Nagy • Schulz • Weeke • Seiz • Schuhmann • Kleimeier • Ott • Kilian · CT : | 10° |                           |
| Nazionale maschile tedesca occidentale di pallanuoto · Giochi olimpici - Città del Messico 1968 | |                           |
| Hoffmeister • Haverkamp • Teicher • Nagy • Schulz • Weeke • Seiz • Schuhmann • Kleimeier • Ott • Kilian · CT: | Hoffmeister • Haverkamp • Teicher • Nagy • Schulz • Weeke • Seiz • Schuhmann • Kleimeier • Ott • Kilian · CT: | Germania Ovest (bandiera) |